# Modelarstwo RC
Zasugerowano, aby zintegrować ten artykuł z artykułem Radio Control (dyskusja). Nie opisano powodu propozycji integracji.

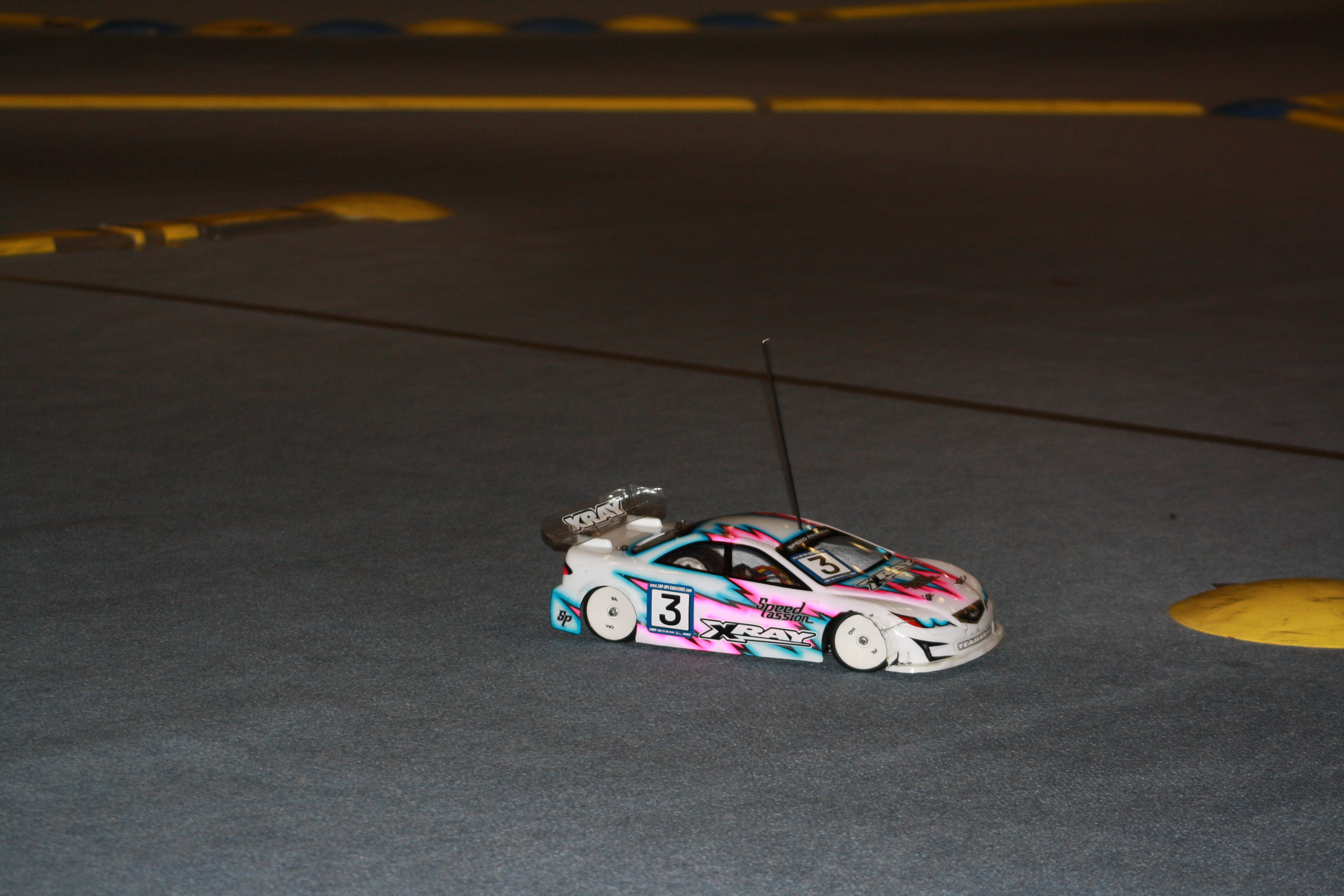
Skala 1:10 - elektryczny onroad na zawodach w Czechach

Modelarstwo RC (ang. radio/remote control) – dziedzina modelarstwa, w której modelem steruje się zdalnie za pomocą fal elektromagnetycznych.

## Kontrolowanie modelu
Modelarz kontroluje zachowanie się modelu za pomocą układu zdalnego sterowania, w którego skład wchodzi nadajnik, odbiornik oraz mechanizmy wykonawcze. Między nadajnikiem i odbiornikiem nie ma żadnego fizycznego połączenia; komunikacja odbywa się poprzez fale elektromagnetyczne – w nadajniku ruch drążka sterowego zostaje przetworzony na odpowiedni sygnał, który może zostać odebrany przez znajdujący się w modelu odbiornik. Z odbiornika sygnał przekazywany jest do mechanizmów wykonawczych – serwomechanizmów, regulatorów napięcia itp., dzięki czemu modelarz ma kontrolę nad określonymi czynnościami modelu (np. wychyleniem sterów czy otwarciem przepustnicy silnika) i może nim sterować.
Zestaw nadajnika i odbiornika często nazywany jest potocznie aparaturą. Liczba różnych czynności, które można kontrolować za jej pomocą jest liczbą jej kanałów. Jest to ważny parametr określający przydatność danego rodzaju aparatury w danym modelu.

## Wyposażenie modeli RC

### Układ zdalnego sterowania
Modele RC można podzielić na modele latające, jeżdżące oraz pływające. Rodzaj wyposażenia stosowany w każdym z powyższych rodzajów modelarstwa jest różny m.in. ze względu na liczby kanałów koniecznych do poprawnego kontrolowania modelu. Np. w modelu samochodu wystarczy nadajnik i odbiornik dwukanałowy, umożliwiający sterowanie mocą silnika oraz kierunkiem jazdy. Taka aparatura pozwala również na kontrolę prostego modelu szybowca, w którym steruje się sterem wysokości i kierunku, jest ona jednak zupełnie nieprzydatna w modelu samolotu, w którym steruje się także mocą silnika, lotkami oraz ew. innym wyposażeniem.
W modelu obowiązkowo musi być zainstalowany akumulator, który umożliwia pracę odbiornika, serwomechanizmów lub silnika. W modelach latających akumulator ze względu na swoją masę często jest stosowany jako element wyważający model. Rozwiązanie takie pozwala zaoszczędzić masę modelu, gdyż nie jest konieczne dodawanie oddzielnego balastu lub jego masa jest mniejsza.

### Silniki
Modele mogą być wyposażone w silnik elektryczny lub spalinowy (inne silniki, takie jak na sprężone powietrze nie są obecnie stosowane).

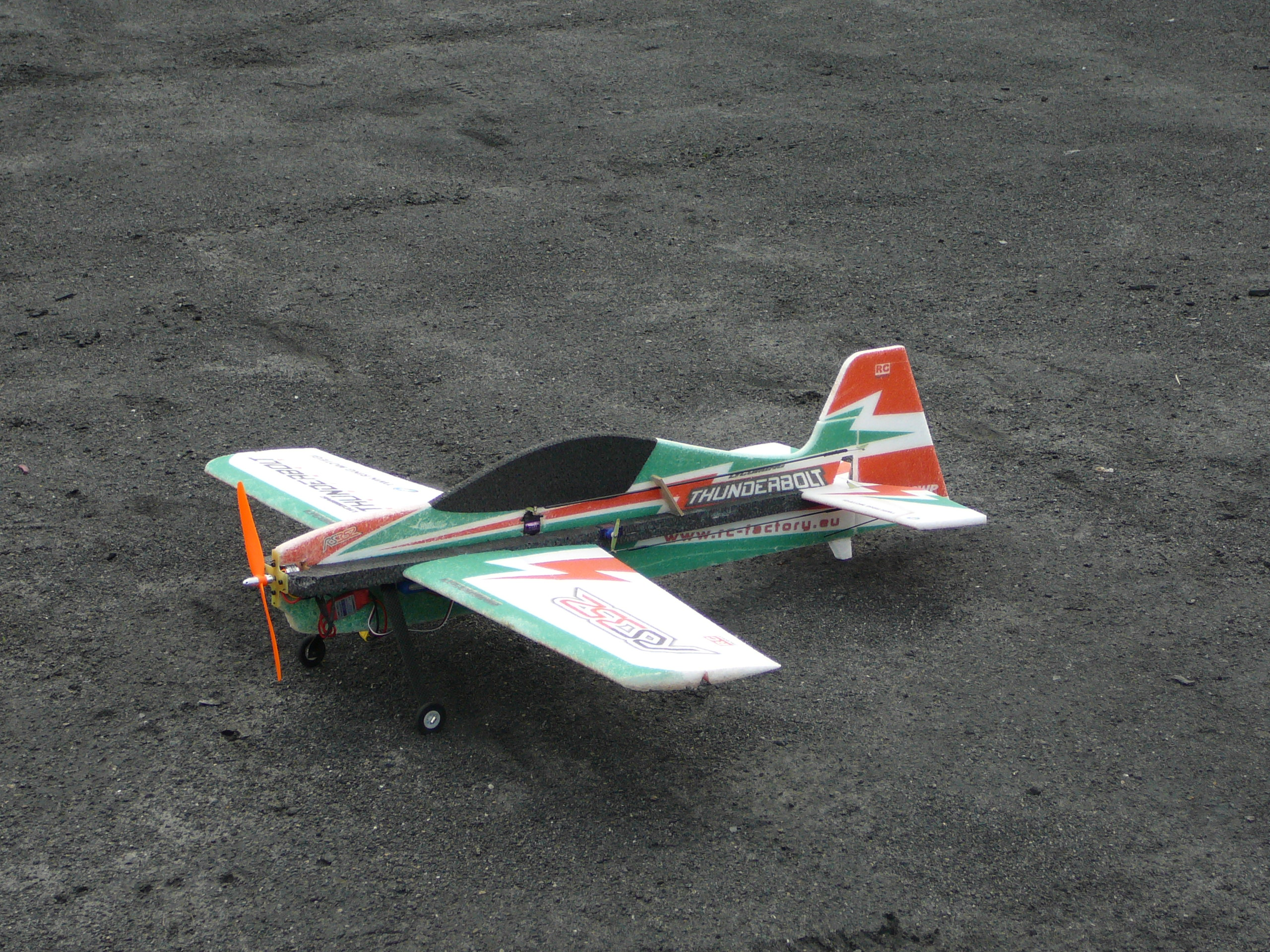
Model zdalnie sterowany (RC)

#### Elektryczne
Silniki elektryczne wykorzystywane w modelarstwie RC mają zazwyczaj dużą moc. Stosuje się silniki zarówno szczotkowe jak i bezszczotkowe (zwane potocznie trójfazowymi), choć silniki szczotkowe ze względu na większą masę i gorszą sprawność powoli wychodzą już z użycia. Regulacja mocy odbywa się poprzez specjalne układy elektroniczne – tak zwane regulatory obrotów (ESC). Regulator musi wytrzymywać odpowiednio duże natężenie płynącego przez niego prądu, które sięga kilkudziesięciu amperów, a nieraz nawet stu amperów.

#### O spalaniu wewnętrznym
Stosowane silniki tego rodzaju są zarówno tłokowe, jak i odrzutowe. Wymagają one od modelarza większych umiejętności niż silniki elektryczne, gdyż modele wyposażone w ten rodzaj napędu są zazwyczaj większe i szybsze, a zarazem bardziej niebezpieczne. Są także droższe w zakupie i eksploatacji, ze względu na dość wysoki koszt paliwa w porównaniu z energią elektryczną.

##### Tłokowe
Stosowane silniki tłokowe to zazwyczaj jednostki dwusuwowe, jednocylindrowe. Stosuje się jednak również silniki czterosuwowe w różnych układach – jednocylindrowych, bokser, gwiazdowych czy rzędowych. Obydwa typy silników to jednostki niemal wyłącznie wolnossące o zasilaniu gaźnikowym, chłodzone powietrzem w modelach latających i jeżdżących oraz wodą w przypadku łodzi. Ich budowa jest uproszczona – nie posiadają np. miski olejowej – smarowanie odbywa się poprzez dodatki smarujące do paliwa. Silniki tłokowe możemy podzielić ze względu na rodzaj zapłonu na żarowe, iskrowe oraz diesla.  Silniki żarowe wykorzystują do zapłonu rozgrzaną świecę żarową, która przy odpowiednim sprężeniu mieszanki powoduje jej zapłon. Silniki te wykorzystują odpowiednie paliwo oparte na metanolu. Silniki iskrowe to silniki benzynowe, działające podobnie do silników stosowanych w samochodach czy motocyklach. Ostatnia kategoria silników to silniki o zapłonie samoczynnym (samozapłonie), wykorzystujące do zapłonu mieszanki wzrost jej temperatury przy silnym, szybkim sprężaniu. Ich paliwo stanowi mieszanka oparta na eterze etylowym.

##### Odrzutowe
Stosowane silniki odrzutowe to głównie jednostki turboodrzutowe. Ich użycie jest ograniczone ze względu na duży koszt zakupu i eksploatacji. Modele wyposażone w ten rodzaj napędu są zazwyczaj bardzo szybkie i duże, przez co używane są tylko przez doświadczonych modelarzy.

### Urządzenia telemetryczne
Dzięki rozwojowi techniki możliwe stało się korzystanie z urządzeń telemetrycznych, przekazujących określone dane z modelu do modelarza. Są to np. liczniki prędkości obrotowej silnika, wariometry, prędkościomierze czy wysokościomierze.